# Cmentarz prawosławny w Oszczowie
Cmentarz prawosławny w Oszczowie – nekropolia prawosławna w Oszczowie, utworzona na potrzeby miejscowej parafii po 1875, użytkowana do końca II wojny światowej.

## Historia i opis
Data powstania cmentarza nie jest znana. Cmentarz został urządzony najprawdopodobniej po przemianowaniu unickiej cerkwi w Oszczowie na prawosławną wskutek likwidacji unickiej diecezji chełmskiej w 1875. Cmentarz był użytkowany przez miejscową ludność prawosławną do końca II wojny światowej i wysiedlenia prawosławnych Ukraińców. Ostatnie datowane nagrobki pochodzą z 1943. W kolejnych latach został porzucony.
Na początku lat 90. XX wieku na terenie nekropolii znajdowało się ok. 20 nagrobków, wykonanych z żeliwa lub kamienia oraz 10 nagrobków betonowych.  Na początku w. XXI w. nagrobki żeliwne już nie istniały. Na cmentarzu znajduje się również kilka mogił ziemnych, w tym jedna z metalowym krzyżem z II połowy XX w. Nagrobki na cmentarzu mają formę łacińskich i prawosławnych krzyży na postumentach lub słupach, znajdują się na nim również krzyże umieszczone bezpośrednio na ziemi, grobowce oraz poziome, ułożone na ziemi płyty. Nagrobki zdobione są gzymsami, tympanonami trójkątnymi, wolutami, płaskorzeźbami przedstawiającymi Chrystusa. Inskrypcje na nagrobkach wykonane zostały w języku cerkiewnosłowiańskim. Na cmentarzu rosną jesiony oraz klony, jak również krzewy czarnego bzu, bzu lilaka oraz śnieguliczki.